# Ella Fitzgerald

Ella Fitzgerald samen met Ronald Reagan (1980)

Ella Fitzgerald (Newport News (Virginia), 25 april 1917 – Beverly Hills (Californië), 15 juni 1996) was een Amerikaanse jazzzangeres die als een van de grootste jazzvocalisten ooit wordt beschouwd. Ze werd dan ook roemend 'The First Lady of Song' genoemd en won dertien Grammy Awards. Fitzgerald had een groot bereik van drie octaven en een duidelijke uitspraak. Haar stem leende zich tevens prima voor scatzang. Kritiek was er ook: zo zou haar stem zich niet lenen voor liedjes met veel diepgang aangezien ze alles vrolijk deed klinken.

## Biografie
Ella Fitzgerald had een moeilijke en arme jeugd. Ze was het jaar voor haar grote doorbraak zelfs dakloos. Ze werd in het najaar van 1934 ontdekt bij een amateurwedstrijd in het Apollo Theater in Harlem, New York. Vervolgens nam Chick Webb haar op in zijn Savoy Ballroom-orkest (waar ook Louis Jordan deel van uitmaakte) en begon Fitzgerald naam te maken. Met Webb nam ze vanaf 1935 voor Decca Records platen op, waarvan haar bewerking van het kinderliedje A-Tisket, A-Tasket een hit opleverde. Toen Webb in 1939 overleed, werd het orkest omgedoopt tot Ella Fitzgerald and her Famous Orchestra, met matig succes.
In 1941 besloot Fitzgerald solo verder te gaan, omdat ze te jong en te onervaren was voor het leiden van de ouderwetse bigband, die langzaam uit de mode begon te raken. Ze koos haar repertoire sindsdien steeds minder uit swing en meer uit bebop, het laatste vooral doordat ze toerde met meester-bebopper Dizzy Gillespie en de bekende bandleider Duke Ellington.
Tijdens deze periode bleef ze platen opnemen voor Decca, dat haar een slecht en beperkt repertoire aanbood. Daardoor kon ze als zangeres nauwelijks groeien. Impresario Norman Granz, tevens oprichter van de labels Clef en Norgran, wilde haar in 1949 uit het verstikkende regime van Decca krijgen en haar voor zijn eigen labels laten opnemen. Fitzgeralds contract liep echter tot 1956, maar vanaf 1949 trad ze al wel op in de rondreizende concertserie van Norman Granz, Jazz at the Philharmonic.
In 1955 speelde ze in een film met Peggy Lee, Pete Kelly's Blues, en vervolgens tekende ze bij Granz' Verve Records, waar ze haar bekende songbooks met muziek van onder meer Cole Porter, George Gershwin, Ira Gershwin, Harold Arlen en Duke Ellington opnam. Haar carrière nam vanaf 1956 een vlucht. Fitzgerald werkte met een keur aan artiesten, zoals Oscar Peterson, Roy Eldridge, Count Basie, Dave Brubeck, Nelson Riddle, Duke Ellington, Joe Williams, Louis Armstrong, Frank Sinatra en vele anderen.
In 1960 verkocht Norman Granz het label Verve, maar hij bleef wel Fitzgeralds persoonlijke manager. Fitzgerald bleef succesvolle opnames maken, hoewel ze inmiddels genoeg verdiende om met pensioen te gaan. Zij trad wederom op in een film: Let No Man Write My Epitaph, maar die werd geen succes.
In 1963, 1964 en 1965 werkte Fitzgerald met Roy Eldridge en het Tommy Flanagan Trio, daarna met het Duke Ellington Orkest, meer bepaald in 1965, 1966 en 1967. Ondertussen nam ze veel singles op, waarvan Can't Buy Me Love een hit werd. Andere singles, zoals I'm A Poached Egg en We Three, waarvan de laatste eigenlijk een duet met zichzelf is, waren niet zo'n groot succes.
In 1966 liep het contract met Verve af en ging Fitzgerald freelance werken. Dit resulteerde in een aantal opnames van country-and-westernmuziek en spirituals om het jongere publiek te trekken, iets waar veel jazzliefhebbers zich over verbaasden. Ze maakte enkele - door de critici minder gewaardeerde - uitstapjes naar de popmuziek (Sunny en I Heard It through the Grapevine).
In 1972 werd aan Fitzgeralds comeback in de jazzscene gewerkt. Dit werd de plaat Jazz at the Santa Monica Civic, met Count Basie en Tommy Flanagan. Hierna tekende ze bij Norman Granz' nieuwe label Pablo. Ze bracht daar van 1973 tot 1989 platen uit. De beste hiervan zijn de vier albums met Joe Pass, twee met Basie en een aantal liveoptredens op het Montreux Jazz Festival.
Fitzgerald kreeg vanaf 1970 te kampen met de gevolgen van diabetes, die eerst resulteerden in blindheid. Haar stem bleef tot begin jaren tachtig vitaal, maar ging vanaf 1984 sterk achteruit. Haar laatste plaat, met saxofonist Benny Carter, die haar in 1934 had ontdekt, geeft hier blijk van. In 1987 maakte France Gall nog een lied over haar: Ella, elle l'a, waar Kate Ryan in 2008 een vernieuwde versie van uitbracht. In 1989 of 1990 zou Fitzgerald nog een plaat opnemen, die niet werd uitgebracht.
Haar allerlaatste opname stamt uit 1991, toen ze voor de Japanse film Setting Sun de soundtrack inzong.
Eind 1992 had ze haar laatste publieke optredens. Hoewel ze in 1993 gevraagd werd voor een duet op een album van Frank Sinatra, bleef ze hierna thuis wonen in Beverly Hills. Als gevolg van diabetes moesten in 1993 haar beide onderbenen worden geamputeerd. Gedurende de jaren 90 ondervond ze meer gevolgen van diabetes, waaraan ze uiteindelijk in 1996 op 79-jarige leeftijd ook overleed.
Fitzgerald was twee keer gehuwd. Het tweede huwelijk was met bassist Ray Brown (1948-1952).

## Discografie

### Albums
| Album met eventuele hitnotering(en) in de Nederlandse Album Top 100 | Datum van verschijnen | Datum van binnenkomst | Hoogste positie | Aantal weken | Opmerkingen         |
| ------------------------------------------------------------------- | --------------------- | --------------------- | --------------- | ------------ | ------------------- |
| Lullabies of Birdland                                               | 1945                  | -                     |                 |              |                     |
| Ella and Louis                                                      | 1956                  | -                     |                 |              | met Louis Armstrong |
| Ella Fitzgerald at the Opera House                                  | 1957                  | -                     |                 |              | Livealbum           |
| Ella in Berlin                                                      | 1960                  | -                     |                 |              |                     |
| Ella and Basie!                                                     | 1963                  | -                     |                 |              |                     |
| Ella at Duke's Place                                                | 1965                  | -                     |                 |              |                     |
| Newport Jazz Festival: Live at Carnegie Hall                        | 1973                  | -                     |                 |              | Livealbum           |
| Ella in London                                                      | 1974                  | -                     |                 |              |                     |
| Fine and Mellow                                                     | 1974                  | -                     |                 |              |                     |
| Montreux 1977                                                       | 1977                  | -                     |                 |              |                     |
| The Best Is Yet to Come                                             | 1982                  | -                     |                 |              |                     |
| All That Jazz                                                       | 1989                  | -                     |                 |              |                     |

| Album met hitnotering(en) in de Vlaamse Ultratop 200 albums | Datum van verschijnen | Datum van binnenkomst | Hoogste positie | Aantal weken | Opmerkingen |
| ----------------------------------------------------------- | --------------------- | --------------------- | --------------- | ------------ | ----------- |
| Ella 100 - 100 songs for a centennial                       | 2017                  | 06-05-2017            | 129             | 1*           |             |

### Singles
| Single met eventuele hitnotering(en) in de Nederlandse Top 40 | Datum van verschijnen | Datum van binnenkomst | Hoogste positie | Aantal weken | Opmerkingen                                   |
| ------------------------------------------------------------- | --------------------- | --------------------- | --------------- | ------------ | --------------------------------------------- |
| Sleigh Ride                                                   | 2011                  | -                     |                 |              | met René Froger / Nr. 15 in de Single Top 100 |

### NPO Radio 2 Top 2000
| Nummers met noteringen in de NPO Radio 2 Top 2000 | '06  | '07  | '08  | '09  | '10  | '11  | '12  | '13  | '14  | '15  | '16  | '17  | '18  | '19  | '20  | '21  | '22  | '23  | '24  |
| ------------------------------------------------- | ---- | ---- | ---- | ---- | ---- | ---- | ---- | ---- | ---- | ---- | ---- | ---- | ---- | ---- | ---- | ---- | ---- | ---- | ---- |
| Ev'ry Time We Say Goodbye                         | 1715 | 1911 | -    | -    | -    | -    | -    | -    | -    | -    | -    | -    | -    | -    | -    | -    | -    | -    | -    |
| Summertime (met Louis Armstrong)                  | 978  | 900  | 1660 | 1311 | 1152 | 1139 | 1146 | 1012 | 1132 | 1167 | 1427 | 1568 | 1188 | 1492 | 1404 | 1477 | 1604 | 1890 | 1912 |

1. ↑  Een '-' betekent dat het nummer niet was genoteerd en een vetgedrukt getal geeft de hoogste notering van een nummer aan.
2. ↑  2006 was het eerste jaar met een notering voor Ella Fitzgerald.

### Songbooks
- Cole Porter (1956)
- Duke Ellington (1957)
- Rodgers en Hart (1956)
- George and Ira Gershwin (1959)
- Harold Arlen (1961)
- Ella abraca Jobim - Ella sings the Antônio Carlos Jobim songbook. (1981) - niet geheel op cd.
- Jerome Kern

Voor een complete albumdiscografie: zie Discografie van Ella Fitzgerald

## Trivia
- Er is een planetoïde naar Fitzgerald genoemd, de 3665 Fitzgerald.
- France Gall zong een lied over Fitzgerald, genaamd Ella, elle l'a, dat later door onder anderen Alizée en Kate Ryan werd gecoverd.